# تپه تیغستون ۱
تپه تیغستون ۱ مربوط به دوره اشکانیان است و در شهرستان ازنا، بخش جاپلق، دهستان جاپلق شرقی، ۱/۴ کیلومتری شمال شرقی روستای مرزیان واقع شده و این اثر در تاریخ ۲۲ آبان ۱۳۸۶ با شمارهٔ ثبت ۲۰۰۶۹ به‌عنوان یکی از آثار ملی ایران به ثبت رسیده است.